# Jérôme Garcès
Jérôme Garcès (ur. 24 października 1973 w Pau) – francuski międzynarodowy sędzia rugby union, członek IRB International Referees Panel. Sędziuje we Top 14, Pro12, English Premiership, europejskich pucharach, a także w rozgrywkach reprezentacyjnych.
Grał w rugby jako skrzydłowy lub obrońca w lokalnych klubach z Arudy i Mourenx, sędziowaniem zajął się po kontuzji nadgarstka.
Po raz pierwszy sędziował w 1998 roku, osiem lat później poprowadził pierwsze profesjonalne zawody, debiut w testmeczu zaliczył zaś w listopadzie 2009 roku w spotkaniu Rumunów z Fidżyjczykami na Stadionul Arcul de Triumf.
Prócz francuskich rozgrywek ligowych – Top 14 i Pro D2 – regularnie sędziuje także spotkania w Pro12 i English Premiership. Na arenie międzynarodowej prowadził natomiast mecze European Challenge Cup i Pucharu Heinekena, zaś od sezonu 2014/2015 ich następców – ERCC1 i ERCC2. W 2013 roku poprowadził finał mistrzostw Francji, w poprzednich czterech latach był natomiast arbitrem półfinałów. W sezonie 2014/2015 był głównym arbitrem finału ERCC2.
Znajdował się w gronie sędziów na ME U-18 w 2005 roku, MŚ U-19 2007 i Mistrzostwa Świata Juniorów w Rugby Union 2009.
Z początkiem czerwca 2010 roku zakończył pracę w Turboméca i podpisawszy dwuletni kontrakt z Fédération Française de Rugby został piątym w historii francuskim zawodowym arbitrem, po Ericu Darrière, Joëlu Jutge, Christophe Berdosie i Romainie Poite. W tym samym czasie został również członkiem IRB International Referees Panel, grupującego najlepszych sędziów na świecie.
Doświadczenie zbierał sędziując IRB Nations Cup, Churchill Cup czy rozegrany na Twickenham pojedynek Anglików z Barbarians. W 2013 roku prowadził dwa spotkania podczas australijskiego tournée British and Irish Lions.
Jako jeden z dwóch rezerwowych arbitrów głównych pojechał na Puchar Świata w Rugby 2011, podczas którego był sędzią liniowym w sześciu spotkaniach fazy grupowej. Został także nominowany do sędziowania Pucharu Świata 2015.
Od 2010 roku znajdował się w panelu arbitrów Pucharu Sześciu Narodów. Po raz pierwszy do prowadzenia meczu został wyznaczony w 2012, choć niespodziewanie swój debiut w tym turnieju zaliczył rok wcześniej będąc bowiem arbitrem liniowym zastąpił na środku boiska Romaina Poite, gdy ten doznał kontuzji łydki podczas spotkania Anglia-Szkocja. Arbitrem liniowym w The Rugby Championship był w edycji 2012, od następnego roku prowadził już spotkania w tych zawodach.
Żonaty z Sandrine, dwójka dzieci – Etienne i Antoine.
Przebieg kariery w raportach Fédération Française de Rugby.